# Biblioteca Pública Kankuaka
La Biblioteca Pública Kankuaka es una biblioteca pública de carácter indígena ubicada en el corregimiento Atanquez de la ciudad de Valledupar, Colombia.. Para el pueblo kankuamo la biblioteca  en uno de los medios para dar cumplimiento a la función sociocultural y, en particular la de  fomentar la comprensión y recreación de la cultura propia, todo esto basado en la visión ancestral y en la orientación de los mayores. Cuenta con una salas de consultas, y un kiosco de lectura al aire libre. Presta el servicio de consulta de libros, préstamo y uso de internet a la población desde su implementación por parte del Resguardo Indígena en 2013, cuenta con una colección de 3287 libros, sala infantil y sala general, un bibliotecario y dos auxiliares, su objetivo principal es el de  preservar y recrear el patrimonio.

## Reseña histórica
Aunque el proceso para la consolidación de los servicios bibliotecarios en la comunidad datan de muchos años atrás, su implementación se materializo en el año 2013, con dotación proveniente de la red nacional de bibliotecas Públicas.  

## Premios y reconocimientos
En 2015 es elegida finalista del premio Daniel Samper Ortega en la categoría  Bibliotecas Pequeñas
En 2017 recibe el premio internacional a la innovación otorgado por EIFL
En 2020 recibe el reconocimiento de la  Version especial del Premio Nacional de Bibliotecas Daniel Samper Ortega por su capacidad de respuesta, adaptación y creatividad durante la emergencia sanitaria producida por el COVID-19
En 2021 es ganadora de la convocatoria especial del Programa Nacional de Bibliotecas Itinerantes - 2022
En 2022 Recibe nominación al premio internacional de bibliotecas verdes otorgado por IFLA

## Servicios de la biblioteca
- Consulta en sala
- Préstamo externo de libros.
- Mochilon de historias
- Laboratorio creativo